# العلاقات البولندية الفانواتية
العلاقات البولندية الفانواتية هي العلاقات الثنائية التي تجمع بين بولندا وفانواتو.

## مقارنة بين البلدين
هذه مقارنة عامة ومرجعية للدولتين:
| وجه المقارنة                                              | بولندا                                                                             | فانواتو                                  |
| --------------------------------------------------------- | ---------------------------------------------------------------------------------- | ---------------------------------------- |
| المساحة (كم2)                                             | 312.68 ألف                                                                         | 12.19 ألف                                |
| عدد السكان (نسمة)                                         | 38.43 مليون                                                                        | 276.24 ألف                               |
| الكثافة السكانية (ن./كم²)                                 | 122.91                                                                             | 22.66                                    |
| العاصمة                                                   | وارسو                                                                              | بورت فيلا                                |
| اللغة الرسمية                                             | اللغة البولندية                                                                    | اللغة البسلاما، لغة فرنسية، لغة إنجليزية |
| العملة                                                    | زلوتي بولندي                                                                       | فاتو فانواتي                             |
| الناتج المحلي الإجمالي (بليون دولار)                      | 524.51 مليار                                                                       | 862.88 مليون                             |
| الناتج المحلي الإجمالي (تعادل القوة الشرائية) بليون دولار | 1.02 تريليون                                                                       | 790.76 مليون                             |
| الناتج المحلي الإجمالي الاسمي للفرد دولار أمريكي          | 12.55 ألف                                                                          | 2.81 ألف                                 |
| الناتج المحلي الإجمالي للفرد دولار أمريكي                 | 26.14 ألف                                                                          | 3.03 ألف                                 |
| مؤشر التنمية البشرية                                      | 0.843                                                                              | 0.594                                    |
| رمز المكالمات الدولي                                      | +48                                                                                | +678                                     |
| رمز الإنترنت                                              | .pl                                                                                | .vu                                      |
| المنطقة الزمنية                                           | توقيت وسط أوروبا، ت ع م+01:00، ت ع م+02:00، أوروبا/وارسو ‏، توقيت وسط أوروبا الصيفي | ت ع م+11:00                              |

## منظمات دولية مشتركة
يشترك البلدان في عضوية مجموعة من المنظمات الدولية، منها:
| علم المنظمة | اسم المنظمة                        | تاريخ انضمام بولندا | تاريخ انضمام فانواتو |
| ----------- | ---------------------------------- | ------------------- | -------------------- |
|             | يونسكو                             | 6 نوفمبر 1946       | 10 فبراير 1994       |
|             | مؤسسة التمويل الدولية              | 29 ديسمبر 1987      | 28 سبتمبر 1981       |
|             | منظمة حظر الأسلحة الكيميائية       | ?                   | ?                    |
|             | مؤسسة التنمية الدولية              | 28 أكتوبر 1960      | 28 سبتمبر 1981       |
|             | منظمة التجارة العالمية             | 1 يوليو 1995        | ?                    |
|             | وكالة ضمان الاستثمار متعدد الأطراف | 29 يونيو 1990       | 27 يوليو 1988        |
|             | الاتحاد البريدي العالمي            | 1 مايو 1919         | ?                    |
|             | الاتحاد الدولي للاتصالات           | 1921                | 30 مارس 1988         |
|             | الأمم المتحدة                      | 24 أكتوبر 1945      | 15 سبتمبر 1981       |
|             | البنك الدولي للإنشاء والتعمير      | 27 يونيو 1986       | 28 سبتمبر 1981       |
|             | المنظمة الهيدروغرافية الدولية      | ?                   | ?                    |

## وصلات خارجية
- موقع وزارة الخارجية البولندية